# Kungsväg (Danmark)
Kungsväg (danska: kongevej) var i Danmark en beteckning för vägar som enbart fick användas av kungen eller dem han gett tillåtelse till. Vägarna som förband de kungliga slotten låg huvudsakligen på Själland. Enda undantaget var vägen mellan Haderslevshus och Jelling på Jylland. De anlades mellan 1584 och 1736, varav de flesta i början av perioden. De kom efterhand att öppnas för allmän trafik. I slutet av 1700-talet öppnades de sista vägarna.